# Rutidea olenotricha
Rutidea olenotricha är en måreväxtart som beskrevs av William Philip Hiern. Rutidea olenotricha ingår i släktet Rutidea och familjen måreväxter. Inga underarter finns listade i Catalogue of Life.